# ميغان مكينون
ميغان مكينون هي ممثلة كندية، ولدت في 5 فبراير 1996 في لندسي ‏ في كندا.

## وصلات خارجية
- الموقع الرسمي
- ميغان مكينون على موقع IMDb (الإنجليزية)
- ميغان مكينون على موقع قاعدة بيانات الأفلام السويدية (السويدية)
- ميغان مكينون على موقع قاعدة بيانات الفيلم (الإنجليزية)
- ميغان مكينون على موقع كينوبويسك (الروسية)